# Hochseiler
Le Hochseiler est une montagne culminant à 2 793 mètres d'altitude dans le massif des Alpes de Berchtesgaden, en Autriche.

## Géographie

### Situation
La montagne se situe à l'extrémité ouest du chaînon du Hochkönigstock, à la frontière entre le district de Zell am See et le district de Sankt Johann im Pongau.

## Ascension
Le sommet est accessible à partir du nord par le Mooshammersteig ou depuis le Teufelslöcher par l'Übergossene Alm et l'arête du sud-est (niveau de difficulté 1-2).